# ستيف دي شازر
ستيف دي شازر (بالإنجليزية: Steve de Shazer)‏ عالم علاج نفسي أمريكي رائد في مجال العلاج العائلي. وُلد في ميلواكي بولاية ويسكونسن في 25 يونيو عام 1940. في 1978، أسس مع زوجته إنسو كيم بيرج مركز العلاج الأسري بمدينة ميلواكي بولاية ويسكونسن الأمريكية. يؤول إليه تأسيس مدرسة العلاج المتمركز حول الحل، أحد أحدث الأساليب العلاجية المختصرة التي تتجه مُباشرة نحو الهدف النهائي الذي يسعى له العميل وهو الوصول إلى التوافق النفسي والاجتماعي مع الذات ومع البيئة المحيطة. وتُوفي في فيينا في 11 سبتمبر عام 2005 أثناء قيامه بجولة تدريبية واستشارية في أوروبا.
ألف ستة كتب هامة، تم ترجمتها إلى 14 لغة، مع العديد من من المقالات والمؤتمرات على النطاق الدولي.

## دراسته وعمله
عمل دي شازر، في بادئ الأمر، كموسيقي كلاسيكي حيث تدرب وعمل بوصفه عازف ساكسفون لموسيقى الجاز. تخرج في كلية الفنون الجميلة وحصل على درجة الماجستير في العمل الاجتماعي في جامعة ويسكونسن ميلووكي. لم يسبق له أن درس في معهد أبحاث الصحة العقلية في بالو ألتو بكاليفورنيا، على الرغم من أن بعض الشائعات تُشير إلى ذلك. كان صديقًا مقربًا لجون ويكلاند، أحد مُؤسسي العلاج المختصر والعلاج النظامي العائلي، والذي اعتبره مُعلمه.

## مؤلفات
- de Shazer, Steve (1982). Patterns of Brief Family Therapy: An Ecosystemic Approach. New York, NY: The Guilford Press. ISBN 0-89862-038-4.
- de Shazer, Steve (1984). «The death of resistance». Family Process 23: I 1-17.
- de Shazer, Steve (1985). Keys to Solution in Brief Therapy. New York, NY: W W Norton & Company. ISBN 0-393-70004-6., W W Norton page
- de Shazer, Steve (1988). Clues: Investigating Solutions in Brief Therapy. New York, NY: W W. Norton & Company. ISBN 0-393-70054-2., W W Norton page
- de Shazer, Steve (1991). Putting Difference to Work. New York, NY: W W Norton & Co Inc. ISBN 0-393-70110-7.
- de Shazer, Steve (1994). Words Were Originally Magic. New York, NY: W W Norton & Company. ISBN 0-393-70170-0., W W Norton page
- de Shazer, Steve (2005). More than Miracles: The State of the Art of Solution-focused Therapy. Binghamton, NY: Haworth Press. ISBN 0-7890-3398-4.